# Ágnes Bánfai
Ágnes Bánfai (n. 8 iunie 1947, Budapesta, Republica Ungară⁠(d) – d. 20 august 2020, Kismaros, Districtul Szob, Pesta, Ungaria) a fost o gimnastă artistică maghiară retrasă.  A concurat la Jocurile Olimpice de vară din 1968 din Mexic la gimnastică artistică și a terminat pe locul cinci în competiția pe echipe. Cel mai bun rezultat individual a fost locul al zecelea la bârnă. A câștigat o medalie de bronz cu echipa maghiară la Campionatul Mondial de Gimnastică Artistică din 1974 de la Varna, Bulgaria.

## 1974
La Campionatul Mondial de Gimnastică Artistică din 1974 s-a clasat pe locul 3, după Uniunea Sovietică (aur) și Republica Democrată Germană (argint), alături de colegele ei: Marta Egervari, Mónika Császár, Zsuzsa Nagy, Zsuzsa Matulai și Krisztina Medveczky.

## Legături externe
- hu Ágnes Bánfai la Magyar Olimpiai Bizottság (Comitetul Olimpic Maghiar)
- en Ágnes Bánfai la Olympedia.org